# Вацуро, Вадим Эразмович
Вади́м Эра́змович Вацу́ро (30 ноября 1935, Ленинград — 31 января 2000, Санкт-Петербург) — литературовед, историк литературы, кандидат филологических наук, исследователь русской литературы и литературного быта первой половины XIX века. «Учёный с мировым именем и непререкаемым авторитетом, который современным филологическим сознанием воспринимается как прямой преемник и продолжатель традиций „великой пушкинистики“».

## Биография
- 1935, 30 ноября — родился в семье физиолога, психолога, доктора биологических наук, профессора, исследователя высшей нервной деятельность антропоидов Эразма Григорьевича Вацуро (1907—1967) и Людмилы Валентиновны (урождённой Андриевич; 1911—1995). В числе предков по отцовской линии семейные предания называют кошевого атамана Черноморского казачьего войска Сидора Белого; материнская же линия корнями уходила частью в Полтавщину (Украина), частью — в Грузию (прабабушка Вадима Вацуро была урождённой Асатиани)[2].
- 1959 — окончил филологический факультет Ленинградского государственного университета.
- 1959—1962 — научный сотрудник сектора источниковедения Ленинградского государственного института театра, музыки и кинематографии (ЛГИТМиК).
- 1962—2000 — сотрудник сектора пушкиноведения Института русской литературы АН СССР / РАН (Пушкинский Дом).
- 1970 — получил учёную степень кандидата филологических наук, защитив диссертацию на тему: «Пушкин в общественно-литературном движении начала 1830-х годов».
- 2000, 31 января — скончался, похоронен в Санкт-Петербурге на Комаровском кладбище.

## Научная деятельность
Научные интересы Вадима Вацуро никогда не замыкались в области пушкинистики. Как учёный он объединял в себе фундаментальную энциклопедическую образованность и источниковедческую подготовку с острым аналитическим мышлением и умением выразительно, с литературным блеском изложить результаты разысканий и интерпретаций. В центре его исследовательского внимания всегда был А. С. Пушкин, но не в меньшей мере — и пушкинская эпоха, литературная среда и реальный контекст творчества поэта. Своими трудами, конкретикой архивных и библиографических разысканий и анализом их результатов Вадим Вацуро убедительно показывал, что пушкинская литературная эпоха, как и другие, — это непрерывный процесс взаимодействия творческих усилий её больших и малых деятелей, миграции идей, поэтических тем и образов, заимствования и переосмысления, усвоения и отторжения. На обширной источниковой основе данная проблематика рассматривается во множестве статей литературоведа.
Среди основных работ Вадима Вацуро:
- книга «Северные цветы: литературный альманах Дельвига — Пушкина», содержание которой шире названия: фактически она представляет собой очерк истории русской литературы, изданий и литературных течений 1824—1831 годов;
- написанная совместно с Максимом Гиллельсоном монография «Сквозь „умственные плотины“» о русской цензуре пушкинской поры;
- «С. Д. П.» — о салоне Софьи Пономарёвой, с которым были связаны многие крупные поэты 1820-х годов;
- книга «Лирика пушкинской поры. „Элегическая школа“», создание которой было в 1999 году отмечено Премией им. А. С. Пушкина РАН;
- сборник «Записки комментатора» о различных текстах и сюжетах пушкинской эпохи и пр. (см. Избранная библиография).

Вадим Вацуро — один из активнейших организаторов и участников подготовки «Лермонтовской энциклопедии» — первого опыта энциклопедических словарей в советском литературоведении.
Участие Вадима Эразмовича в работе над словарем «Русские писатели 1800—1917» в качестве заместителя главного редактора (тома с 1-го по 4-й включительно) далеко превосходило границы научного консультирования и редактирования. Он был одним из самых активных сотрудников редакции этого внеконъюнктурного и беспрецедентного по масштабам проекта, который стал фактом культуры и выдающимся достижением целой эпохи развития гуманитарной мысли. Поддерживая высокую планку словаря, Вадим Вацуро был главным арбитром в решении творческих проблем и внутриредакционных споров.
Кроме всего прочего, Вадим Вацуро много сил отдавал комментированию текстов, высоко ценя этот жанр: многие его комментарии, помимо новой фактографии, содержат важные концептуальные тезисы.
Несмотря на высокий академический авторитет, учёный по разным причинам неоднократно отказывался от защиты докторской диссертации, последний раз — в 1994 году (планировалось защитить как докторскую диссертацию монографию «Лирика пушкинской поры. „Элегическая школа“»).
Он пытался держаться в стороне от политических событий. Исключением стала включённая в посмертный сборник статья «М. Горбачёв как феномен культуры» — опыт, «неожиданный для академического ученого, хотя и вполне соотносящийся с общим в начале 1990-х годов стремлением историков прошлого концептуально осмыслить текущий момент».
Посмертно также вышли монография «Готический роман в России» (2002), том «Избранных трудов» (2004), том лермонтоведческих работ (2008).
Научные работы Вадима Вацуро были изящными по стилю, с тончайшей лексической нюансировкой, предельно доказательными. Он был организатором и вдохновителем новаторских культурологических проектов.

## Отзывы современников
- Лидия Лотман назвала Вадима Вацуро неформальным лидером Пушкинского Дома, человеком фантастической эрудиции, своеобразной «ходячей энциклопедией». В среде института была популярна сентенция: «Если Вацуро чего-то не знает, значит этого не знает никто»[6].
- Александр Янушкевич вспоминал: «Имя Вадима Эразмовича Вацуро ещё при жизни стало легендой». Он назвал Вадима Вацуро «Моцартом отечественной филологии, излучавшим поразительный свет»[7].
- Ещё при жизни ученого отмечалось, что «Вадим Эразмович Вацуро многие годы олицетворяет этос филологической науки»[8].
- Илья Фоняков писал: «Он был академиком с кандидатской степенью, так как В. Э. Вацуро был воплощением академизма в лучшем значении этого слова. Сочетание глубокой научной основательности с литературным блеском — вот что такое подлинный академизм»[9].

## Семья
Супруга — Тамара Федоровна Селезнёва, киновед. При её содействии снято несколько фильмов с участием Вадима Вацуро, из которых «Путешествие в Коломну» (1986) и «Парадоксы Карамзина» (1989) представлены в интернете. Тамара Селезнёва — автор нескольких серий фотопортретов Вадима Вацуро в разные периоды его жизни. Ей принадлежит итоговая книга воспоминаний об учёном — «Узнавание, длиною в жизнь».

## Награды
- Медаль Пушкина (4 июня 1999 года) — в ознаменование 200-летия со дня рождения А. С. Пушкина, за заслуги в области культуры, просвещения, литературы и искусства[11].

## Память
Посмертно на Санкт-Петербургском телевидении вышла телепередача, участники которой (Леонид Дубшан, Раиса Иезуитова, Александр Карпов, Лидия Лотман, Вера Мильчина, Иосиф Райскин, Мариэтта Турьян, Сергей Фомичев) пытались осмыслить новое звучание творческого наследия Вадима Вацуро и его новые смыслы в новом историко-культурном контексте жизни России.

## Избранная библиография

### 1959
- Драматургия Лермонтова // Лермонтов М. Ю. Собр. соч.: В 4 т. / АН СССР. Ин-т рус. лит. М.; Л.: Изд-во АН СССР, 1959. Т. 3. — С. 719—731. В соавт. с В. А. Мануйловым.

### 1960
- М. Ю. Лермонтов: Семинарий / Под ред. В. А. Мануйлова. Л.: Учпедгиз, 1960. — 461 с. (В соавт. с В. А. Мануйловым и М. И. Гиллельсоном).

### 1963
- Пушкиниана в периодике и сборниках статей (1961—1962) // Временник Пушкинской комиссии. 1962. М.; Л.: Изд-во АН СССР, 1963. — С. 63—83.

### 1964
- Лермонтов и Марлинский // Творчество М. Ю. Лермонтова: 150 лет со дня рождения. 1814—1964 / АН СССР. Ин-т мировой лит.; Отв. ред. У. Р. Фохт. М.: Наука, 1964. — С. 341—363.
- Ранняя лирика Лермонтова и поэтическая традиция 20-х годов // Рус. лит. 1964. № 3. — С. 46—56.

### 1968
- Новонайденный автограф Пушкина: Заметки на рукописи книги П. А. Вяземского «Биографические и литературные записки о Денисе Ивановиче Фонвизине». — М.-Л., 1968.
- «Подвиг честного человека» // Прометей. М.: Молодая гвардия, 1968. Т. 5. — С. 8—51.

### 1970
- Пушкин в общественно-литературном движении начала 1830-х годов: Автореферат диссертации на соискание ученой степени кандидата филологических наук. — Л., 1970. — 20 с.
- Уолпол и Пушкин // Временник Пушкинской комиссии. 1967—1968. Л.: Наука, 1970. — С. 47—57.

### 1972
- Заметки А. А. Ахматовой о Пушкине // Временник Пушкинской комиссии. 1970. — Л.: Наука, 1972. — С. 30—44. (В соавт. с Э. Г. Герштейн).
- Поэты 1820—1830-х годов: В 2 т. Т. 1 / Биогр. справки, сост., подгот. текста, примеч. В. Э. Вацуро. Л.: Сов. писатель, 1972. —792 с. (Б-ка поэта; Большая сер. 2-е изд.).
- Сквозь «умственные плотины»: Из истории книги и прессы пушкинской поры [в соавторстве с М. Гиллельсоном]. — М., 1972. — 319 с.; 2-е издание. — М., 1986. — 382 с.

### 1973
- Первый русский переводчик «Фариса» А. Мицкевича [В. Н. Щастный] // Славянские страны и русская литература / АН СССР. Ин-т рус. лит. Л.: Наука, 1973. — С. 47—67.
- Роман Клары Рив в русском переводе // Россия и Запад: Из истории литературных отношений / АН СССР. Ин-т рус. лит. Л.: Наука, 1973. — С. 164—183.

### 1978
- «Северные цветы»: История альманаха Дельвига — Пушкина. — М., 1978. — 287 с.

### 1980
- М. Ю. Лермонтов: Семинарий [В соавторстве]. — Л., 1980.

### 1981
- Byron in Russia. Byron and XIX century Russian Literature // Byron’s political and cultural influence in XIX centure Europe: A Simposium / Ed. by P. G. Trueblood. London, 1981. With N. Diakonova.

### 1982
- А. С. Пушкин и книга: Сборник [Составление, вступительные тексты, примечания]. — М., 1982. — 398 с.

### 1986
- Дельвиг А. А. Сочинения [Составление, вступительная статья, комментарии]. — Л., 1986. — 471 с.

### 1988
- Мицкевич и русская литературная среда 1820-х годов: (Разыскания) // Литературные связи славянских народов: Исследования. Публикации. Библиография / АН СССР. Ин-т рус. лит.; Отв. ред. В. Н. Баскаков. Л.: Наука, 1988. — С. 22—57.

### 1989
- С. Д. П. Из истории литературного быта пушкинской поры: С. Д. Пономарева и кружок «Сословие друзей просвещения». — М., 1989. — 415 с.
- Французская элегия XVIII—XIX веков в переводах поэтов пушкинской поры: Сборник [Вступительная статья и комментарии]. — М., 1989. — 687 с.

### 1993
- М. Горбачев как феномен культуры // Культурологические записки. 1993. Вып. 1. — С. 207—225.

### 1994
- Арзамас: Литературный кружок в Петербурге, 1815—1818 гг.: Сборник: В 2-х кн. [Вступительная статья]. — М., 1994.
- Записки комментатора. — СПб.: Акад. проект, 1994. — 349 с.
- Лирика пушкинской поры. «Элегическая школа» / РАН. Ин-т рус. лит. СПб.: Наука, 1994. — 240 с.; 2-е издание — СПб., 2002.
- Случай имитации рукописного источника в русской литературе 1820-х годов // Рукопись сквозь века: (Рукопись как культурный феномен на различных этапах литературного развития) / РАН. Ин-т мировой лит; Ин-т совр. текстов и рукописей (Франция). Москва; Париж; Псков, 1994. — С. 77—84.
- Энциклопедический тупик // Литературная газета. — 1994. — 27 апреля. — С. 6.
- Пушкинское переложение из «Книги Иудифь» // Jews and Slaws. Jerusalem, 1994. Vol. 2: The Bible in the thousand years of Russian literature. P. 135—144.

### 1995
- Из истории «готического» романа в России: (А. А. Бестужев-Марлинский) // Russian Literature. 1995. Vol. 38. N 2. — P. 207—225.
- «Полночный колокол»: Из истории массового чтения в России в первой трети XIX в. // Чтение в дореволюционной России: Сб. науч. трудов / Сост. и науч. ред. А. И. Рейтблат. М.: Новое лит. обозрение, 1995. [Вып. 2]. — С. 5—28.
- Пушкин и Данте // Лотмановский сборник. М.: ИЦ-Гарант, 1995. [Вып.] 1. — С. 375—391.
- «Сказка о золотом петушке»: (Опыт анализа сюжетной семантики) // Пушкин: Исследования и материалы. СПб.: Наука, 1995. Т. 15. — С. 122—133.
- Три Клеопатры // Dissertationes Slavicae. Sectio Historiae litterarum. Szeged, 1995. T. 21. — S. 207—217.

### 1996
- La tragédie» romantique et Voltaire: (Contribution à 1’analyse de «Boris Godounov» de Pouchkine) // Romantisme: Revue du dixneuvième siècle. Paris, 1996. N 92. — P. 55—60.

### 1999
- Ещё раз об академическом издании Пушкина (Разбор критических замечаний проф. Вернера Лефельдта) // Новое литературное обозрение. — 1999. — № 37. — С. 253—266.

### 2000
- М. Ю. Лермонтов // Лермонтов М. Ю. Поэзия. Драматургия. Проза / Сост. И. С. Чистова; Ин-т «Открытое о-во». М.: Слово, 2000. — С. 5—10.
- Александр Радищев: [Статья для «Пушкинской энциклопедии»] // Новое лит. обозрение. 2000. № 42. — С. 169—176.
- Пушкинская шутка; Русский спиритуалистический сонет романтической эпохи: Из сонетного творчества И. И. Козлова; Ю. Н. Тынянов и А. С. Грибоедов: Из наблюдений над романом «Смерть Вазир-Мухтара» / Публ. Т. Ф. Селезневой; Предисл. М. Турьян; Послесл. О. Супронюк // Звезда. 2000. № 11. — С. 146—161.
- Un épisode «voltairien» dans la biographie de Pouchkine / Trad. de J. Bonamour // L’Universalité de Pouchkine / Institut d’etudes slaves. Paris, 2000. — P. 44—48.

### 2001
- Первый русский переводчик «Витязя в тигровой шкуре» [И. В. Бартдинский] // Пушкинская конференция в Стэнфорде: Материалы и исслед. / Под ред. Д. М. Бетеа, А. Л. Осповата, Н. Г. Охотина, Л. С. Флейшмана. М.: Объед. гос. изд-во, 2001. Вып. 7. — С. 490—509.

### 2002
- Готический роман в России. — М.: Новое лит. обозрение, 2002. — 544 с.

### 2004
- Избранные труды. — Москва: Языки славянской культуры, 2004. — 847 с.

### 2008
- О Лермонтове: Работы разных лет. — М. : Новое издательство, 2008. — 716 с.